# Epiphragma gloriolum
Epiphragma gloriolum là một loài ruồi trong họ Limoniidae. Chúng phân bố ở miền Australasia.